# Gunship 2000
Gunship 2000 est un jeu vidéo de simulation de vol de combat conçu par Jim Day et publié par MicroProse en 1991 sur PC. Il fait suite à Gunship, publié par MicroProse en 1986. Comme ce dernier, il met le joueur aux commandes d’hélicoptère de combat, dont l’AH-1 Cobra, l’AH-64 Apache, l’OH-58D Kiowa Warrior, l’MD 530MG et l’UH-60 Blackhawk. Le jeu propose une campagne et des missions individuelles, qui se déroule en Europe et dans le Moyen-Orient dans le contexte de la guerre froide. Le jeu a bénéficié d’une extension, baptisé Islands and Ice, publiée en 1992. Celle-ci inclut notamment tous les patchs publiés pour le jeu ainsi que des améliorations et du contenu supplémentaire.

## Accueil
| Gunship 2000 |      |       |
| Média        | Pays | Notes |
| Gen4         | FR   | 93 %  |
| Joystick     | FR   | 94 %  |